# Ireneo Aleandri
Ireneo Aleandri,  né à San Severino  Marche le 7 avril 1795 et mort à  Macerata 6 mars 1885, est un architecte italien de la  période Néoclassique.

## Biographie
Ireneo Aleandri a étudié à l'Accademia di San Luca à Rome.
Dans sa jeunesse, il a réalisé des restaurations et des constructions dans sa ville natale, dont la restauration de la Porta San Lorenzo (1820), le Teatro Feronia (1823), l'église San Paolo (1828), l'église San Michele (1830) et la Torre dell'Orologio dans la Piazza del Popolo (1832).
Son chef-d'œuvre est le Sferisterio de Macerata (achevé en 1829).
Il a déménagé à Spolète où il a conçu le Teatro Nuovo (1853) et le Cimetière monumental.
Il a également conçu le Théâtre Ventidio Basso d' Ascoli Piceno (1839) et le viaduc de Ariccia.

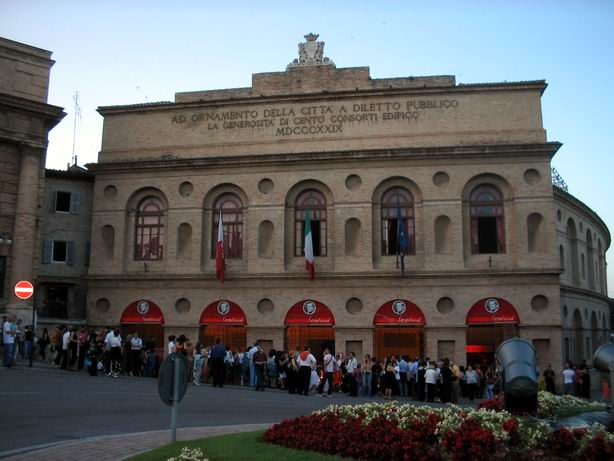
Façade du Sferisterio de Macerata
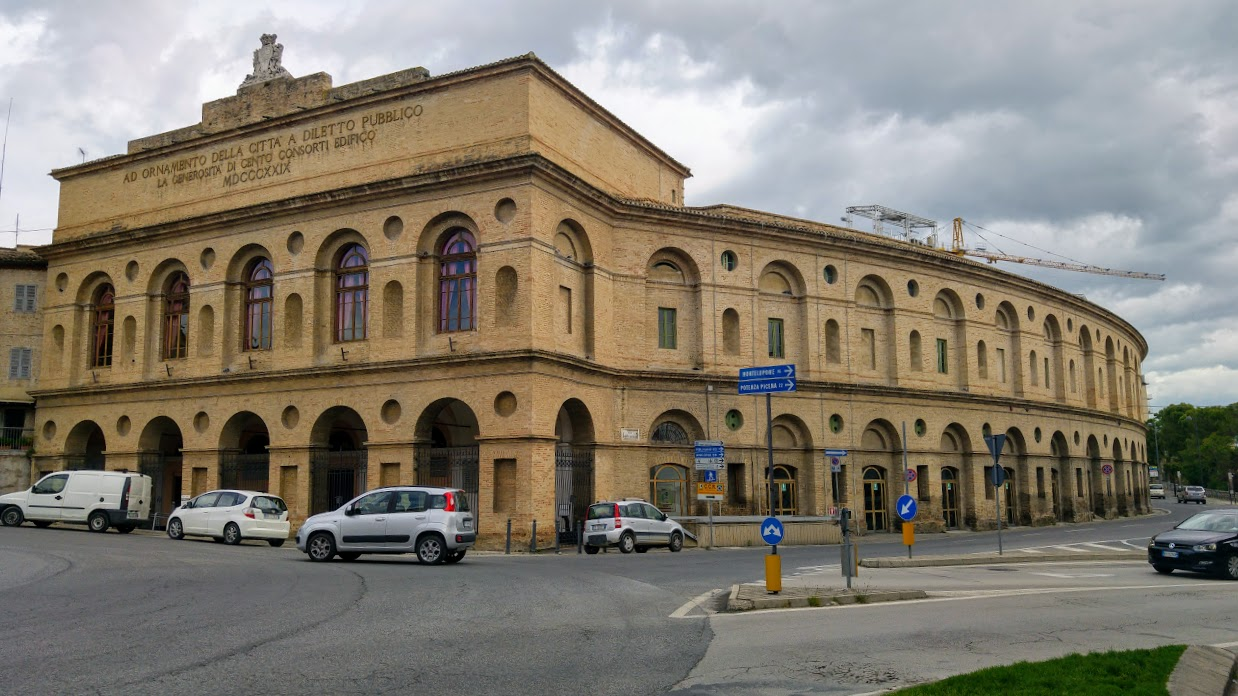
Sferisterio vue de 3/4
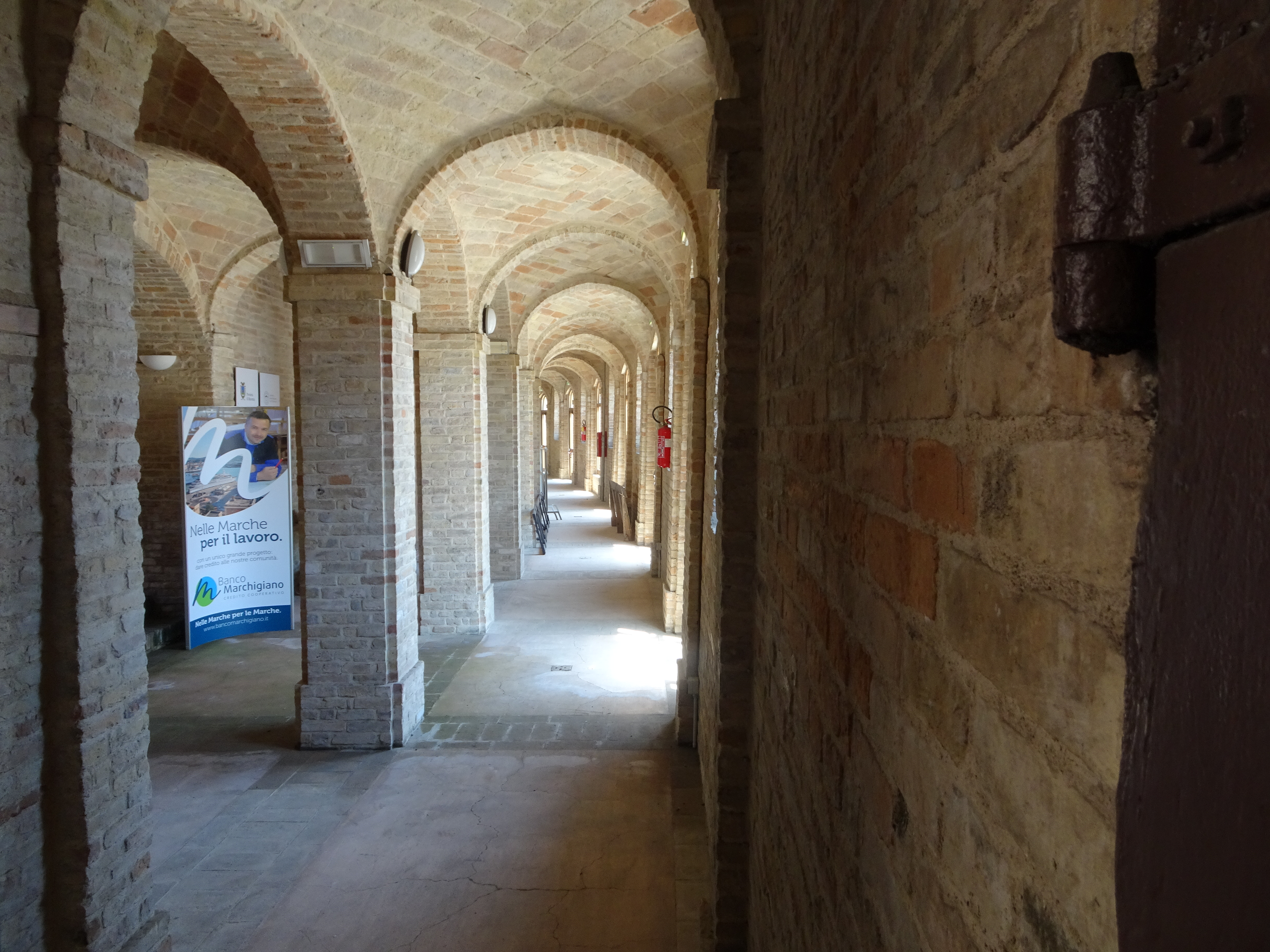
Corridor du Sferisterio
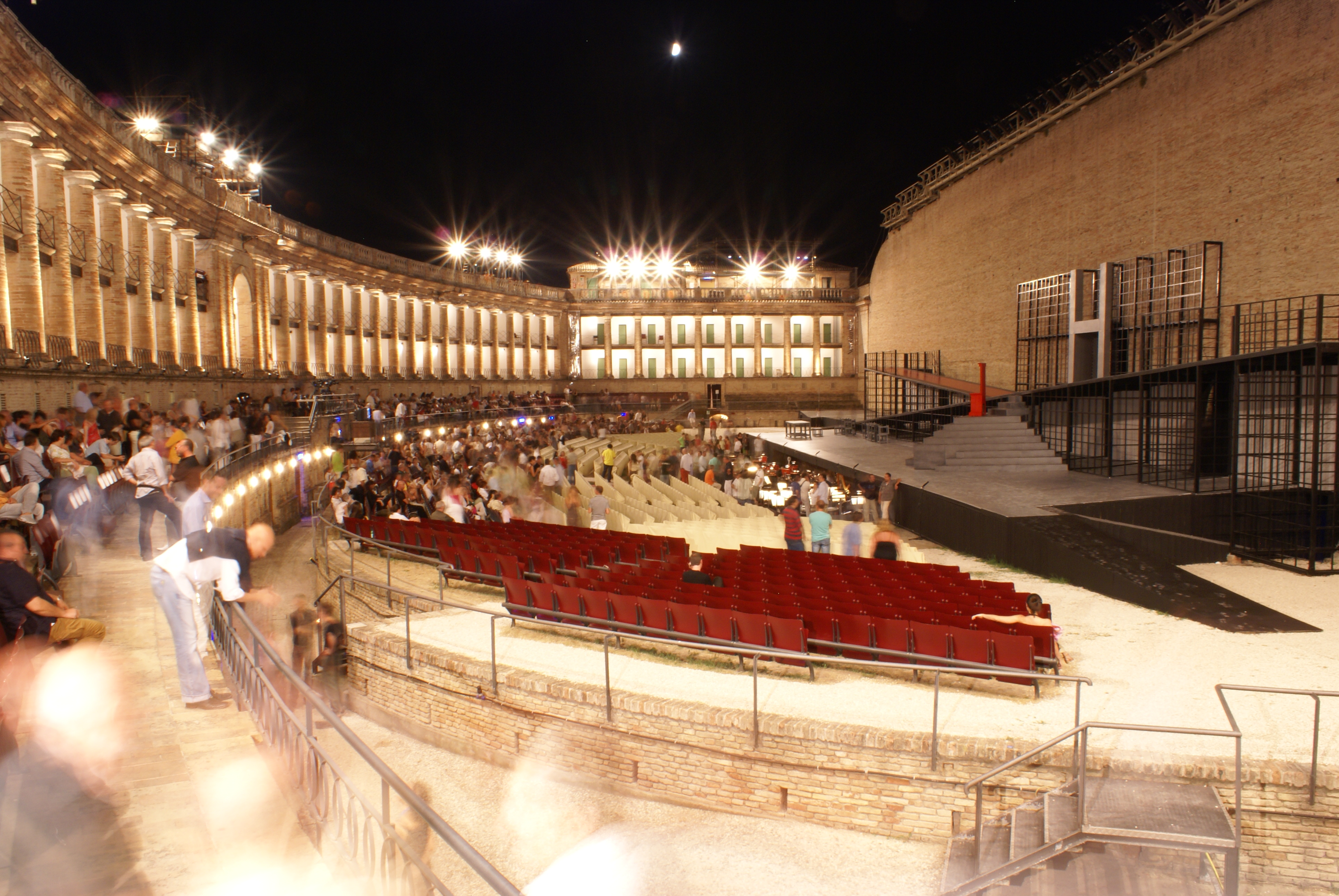
Intérieur du Sferisterio
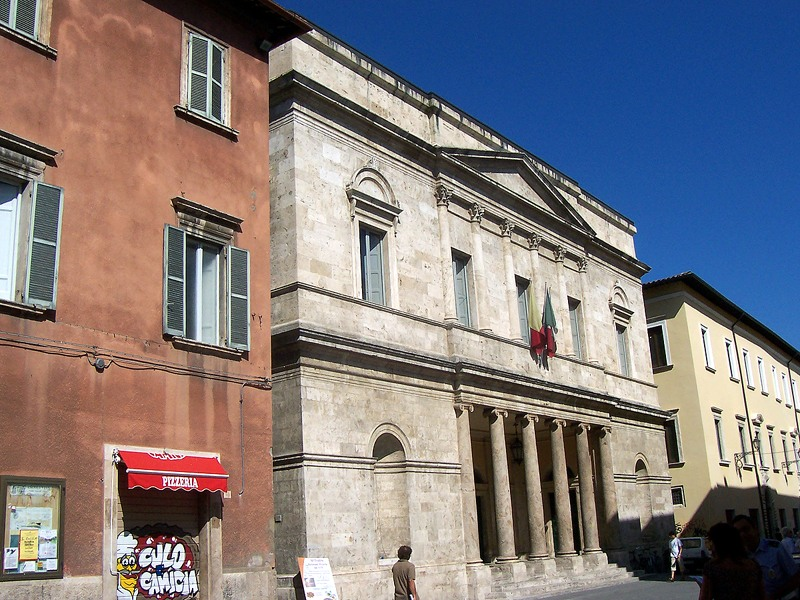
Teatro Ventidio Basso, Ascoli Piceno
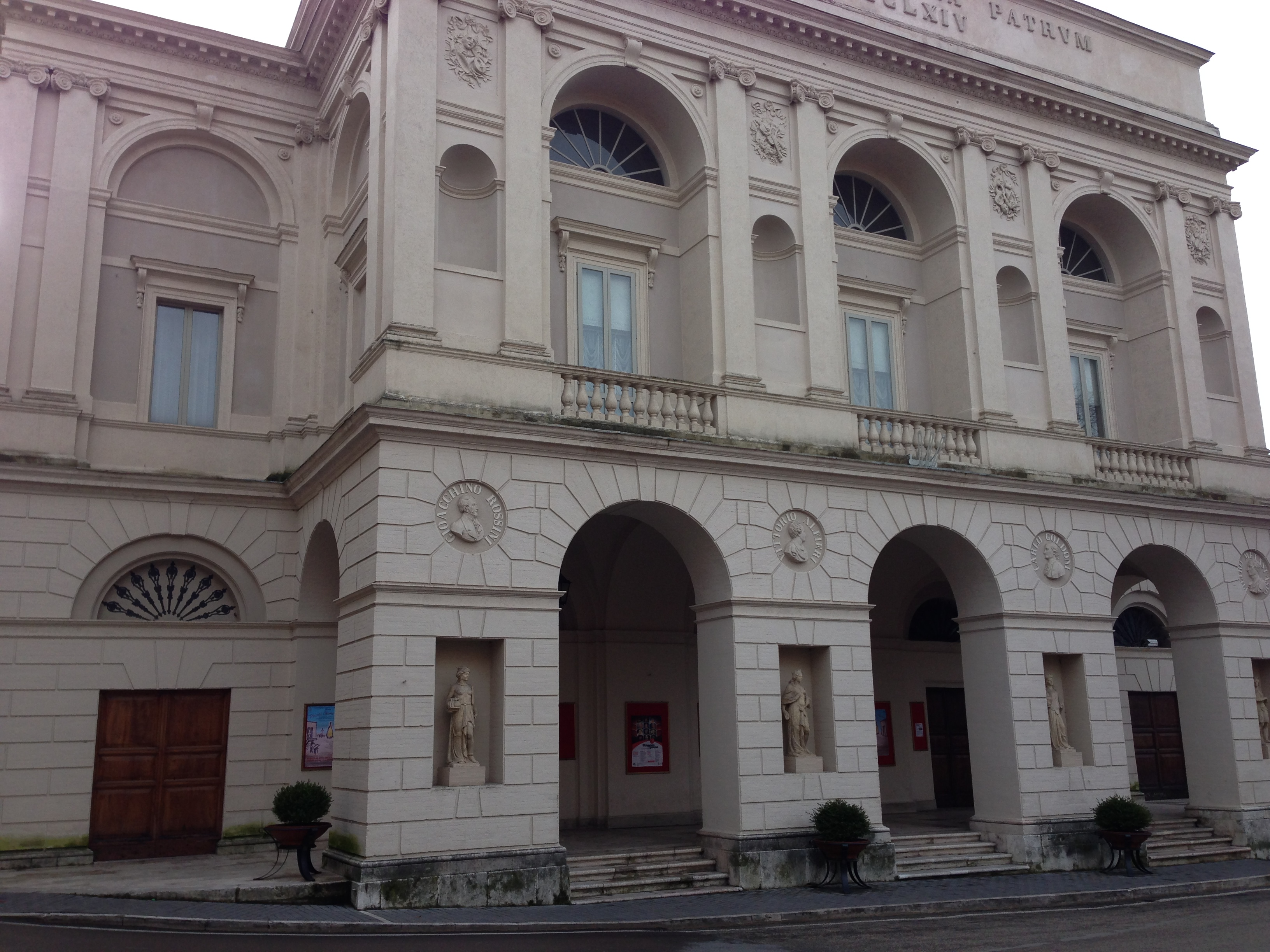
Teatro Nuovo, Spolète.
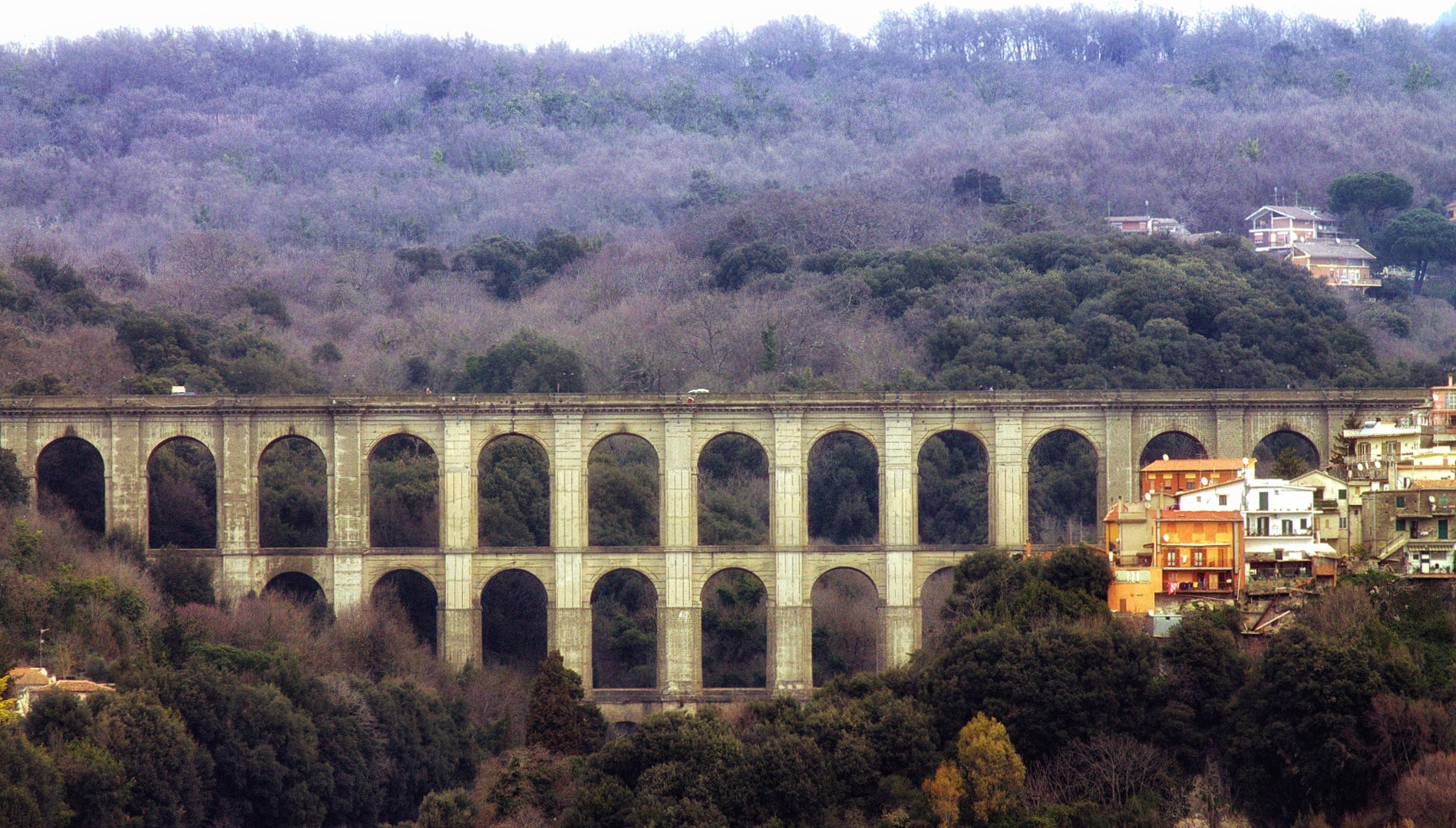
Viaduc de Ariccia
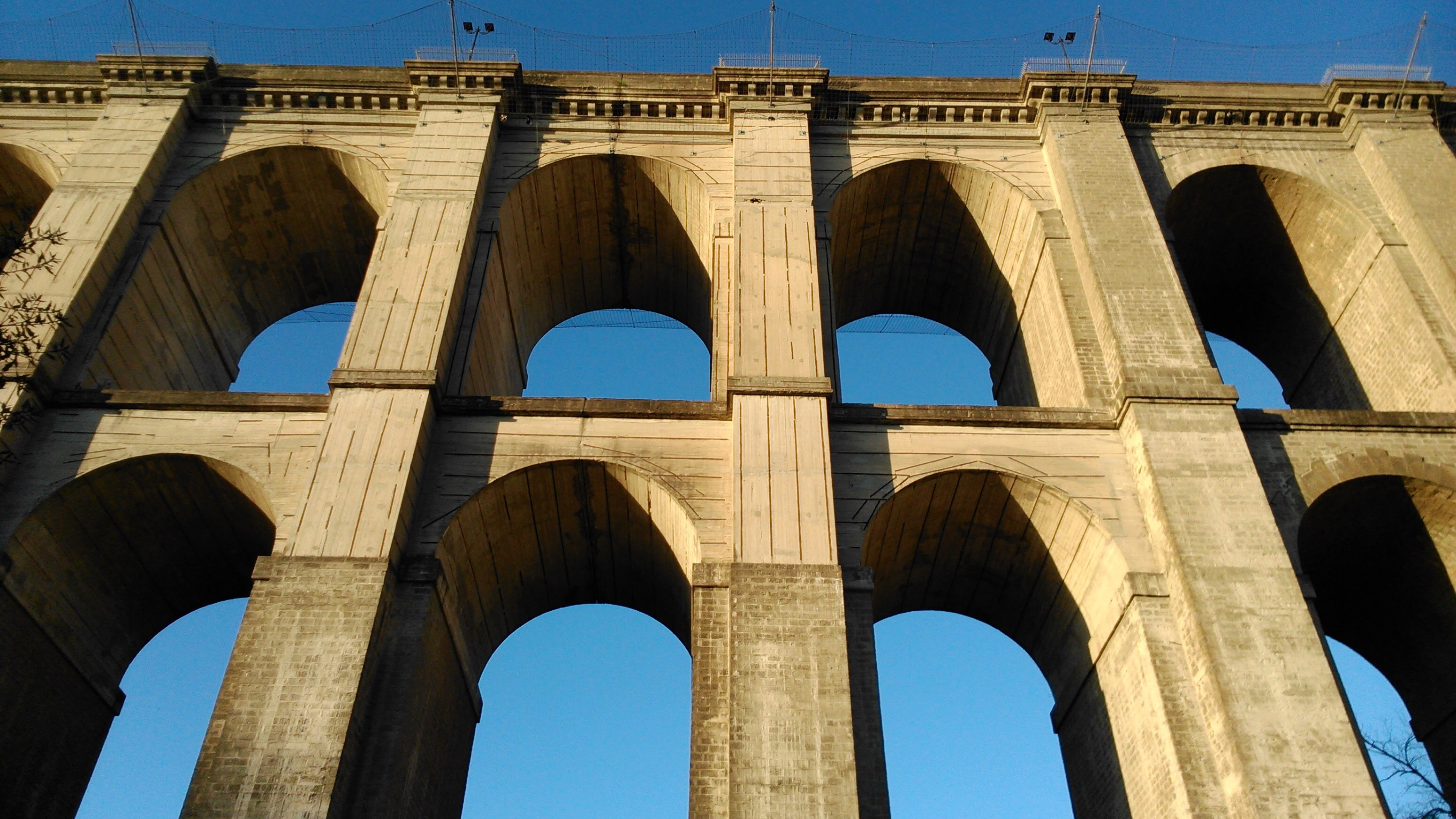
Viaduc de Ariccia vu d’en-bas.

## Archives
Les archives d’Ireneo Aleandri conservées à la Bibliothèque Communale de Macerata "Mozzi Borgetti" couvrent un arc chronologique de 1755 à 1907, et sont constituées des cartes concernant l’activité professionnelle d'Aleandri (décomptes, tarifs, barèmes et analyse des prix et valeurs, notes se référant aux différents chantiers de travail, correspondance variée), de la documentation relative à l’administration des biens de Nicola Niccolai et d’Aleandri lui-même, de documents divers (questions d’architecture, déclarations, lettres et "leçons d’architecture" de Raffaele Stern).